# Каленик, Евгений Петрович
Евгений Петрович Каленик (10.06.1937 ) — молдавский советский государственный и коммунистический деятель, секретарь ЦК КП Молдавской ССР, 1-й заместитель председателя Совета министров Молдавской ССР. Депутат Верховного Совета Молдавской ССР 8-11 созывов. Член ЦК Коммунистической партии Молдавии. Кандидат сельскохозяйственных наук, доцент.

## Биография
Родился в крестьянской семье. В 1959 году окончил Кишиневский сельскохозяйственный институт имени Фрунзе.
В 1959—1961 годах — агроном колхоза «Фруктовый Донбасс» Дубосарского района Молдавской ССР.
Член КПСС с 1961 года.
В 1961—1962 годах — 1-й секретарь Дубоссарского районного комитета ЛКСМ Молдавской ССР.
С 1962 года — аспирант Кишиневского сельскохозяйственного института имени Фрунзе, затем работал в Республике Куба. В 1964—1966 годах — аспирант Кишиневского сельскохозяйственного института имени Фрунзе.
В 1966—1968 годах — заместитель секретаря партийного комитета, преподаватель Кишиневского сельскохозяйственного института имени Фрунзе.
В 1968—1970 годах — заведующий сектором, заместитель заведующего сельскохозяйственным отделом ЦК КП Молдавской ССР.
В 1970—1976 годах — 1-й секретарь Котовского районного комитета КП Молдавской ССР.
В 1976 году — заведующий сельскохозяйственным отделом ЦК КП Молдавской ССР.
23 ноября 1976 — 31 мая 1985 — секретарь ЦК КП Молдавской ССР по вопросам сельского хозяйства.
29 марта 1985 — 5 декабря 1986 года — 1-й заместитель председателя Совета министров Молдавской ССР. Одновременно, 3 декабря 1985 — 5 декабря 1986 — председатель Государственного агропромышленного комитета (Госагропрома) Молдавской ССР.
Делегат XXVII съезда КПСС.
Живет в Молдавии.